# Polygrammodes sanguinalis
Polygrammodes sanguinalis is een vlinder uit de familie van de grasmotten (Crambidae), uit de onderfamilie van de Spilomelinae. De wetenschappelijke naam van deze soort is voor het eerst voorgesteld door Herbert Druce in een publicatie uit 1895.
De soort komt voor in het zuiden van de Verenigde Staten, Mexico, Guatemala, Costa Rica en Panama.